# Smicrus
Genre
Smicrus est un genre de coléoptères de la famille des Ptiliidae.

## Liste d'espèces
Selon GBIF (13 juillet 2022) :
- Smicrus americanus Casey, 1886
- Smicrus aubaei (A.Matthews, 1872)
- Smicrus cekalovici Darby & Johnson, 2011
- Smicrus constrictus Darby & Johnson, 2011
- Smicrus damocles Darby & Johnson, 2011
- Smicrus dipsacitarsis Darby & Johnson, 2011
- Smicrus filicornis (Fairmaire & Laboulbène, 1855)
- Smicrus insolitus Darby, 2018
- Smicrus motschulskii (A.Matthews, 1872)
- Smicrus newtoni Darby & Johnson, 2011
- Smicrus nigritus Darby & Johnson, 2011
- Smicrus pecki Darby & Johnson, 2011
- Smicrus pruinosus Darby & Johnson, 2011
- Smicrus vulcanius Darby & Johnson, 2011

## Systématique
Le nom scientifique complet (avec auteur) de ce taxon est Smicrus Matthews, 1872.
Smicrus a pour synonyme :
- Micrus Matthews, 1858

## Publication
(la) Andrew Matthews, Trichopterygia illustrata et descripta. A monograph of the Trichopterygia., Londres, Edward Wesley Janson, 1872 (lire en ligne), p. 110.